# Gumbo
Gumbo to danie, które powstało w południowej Luizjanie w XVIII wieku. Zazwyczaj składa się z mocno doprawionego bulionu, mięsa albo skorupiaków, środka zagęszczającego, a także warzyw z domieszką przypraw. Mogą to być między innymi seler, papryka i cebula (te trzy określa się w kuchni Cajun mianem "trójcy", a gdy dodamy czosnek – „świętej trójcy”). Rodzaj gumbo często wyznacza użyty środek zagęszczający, np. afrykańskie warzywo okra, używana przez plemię Czoktawów przyprawa filé (wysuszone i zmielone liście drzewa sasafras), albo francuska zasmażka robiona z mąki i tłuszczu. Najprawdopodobniej danie zawdzięcza swoją nazwę wyrażeniu (ki gnombo), które w języku bantu oznacza okra. Możliwe też, że gumbo pochodzi od wyrazu (kombo), w plemieniu Czoktawów będącego odpowiednikiem słowa filé. 

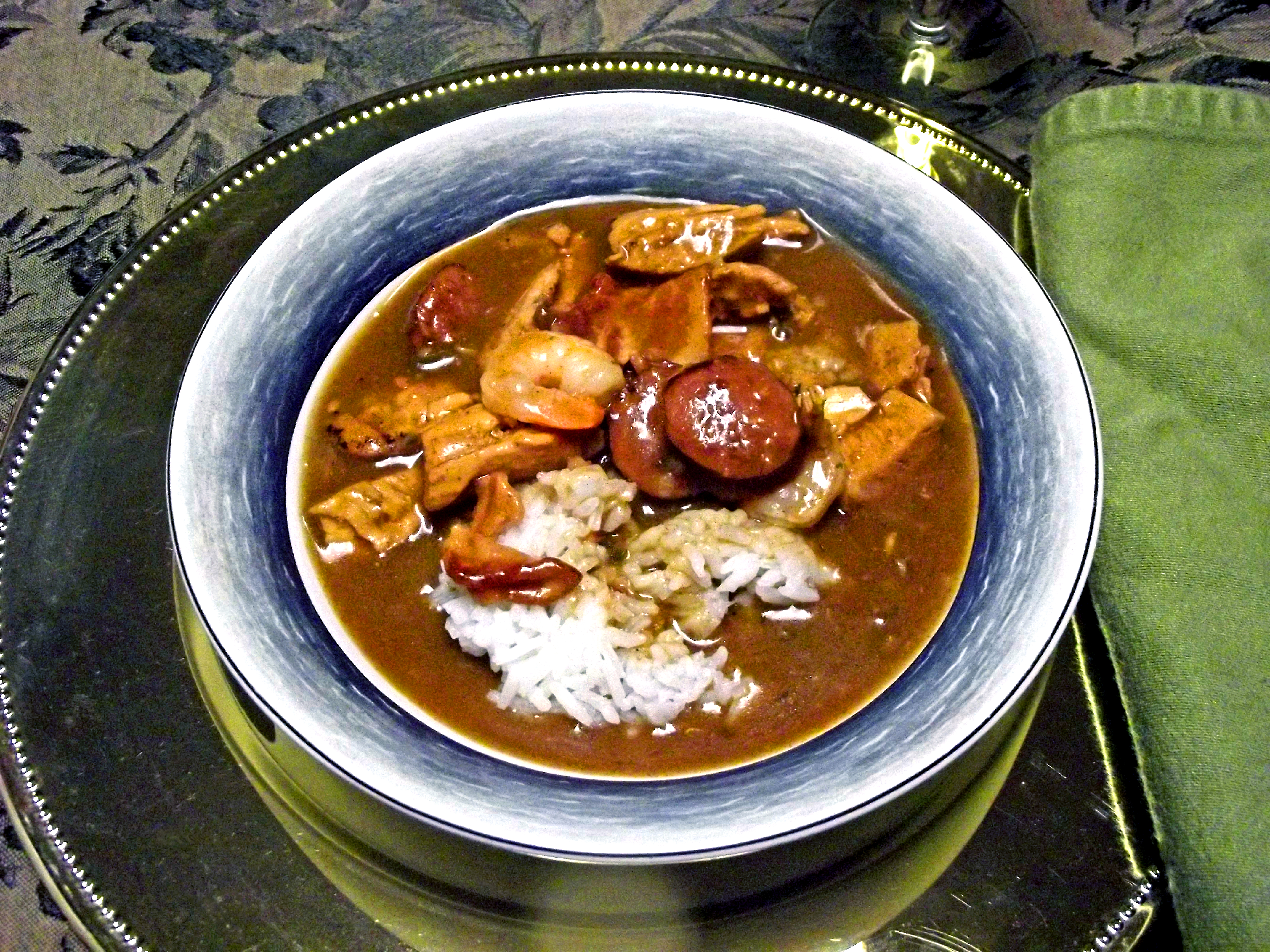
Gumbo

Istnieje kilka różnych odmian dania. W Nowym Orleanie możemy natrafić na tak zwane gumbo kreolskie, które zazwyczaj zawiera skorupiaki. Gumbo z obszaru zamieszkanego przez ludność Cajun, znacznie odbiega od normy, jednak często jeden ze składników stanowi ciemna zasmażka oraz skorupiaki bądź drób. Jednakże te dwa ostatnie produkty nigdy nie powinny być mieszane. Kreolowie znad rzeki Cane podczas przyrządzania gumbo największy nacisk kładą na przyprawę filé. Po przygotowaniu bazy na gumbo trzeba ugotować warzywa i dodać mięso. Danie należy pozostawić na wolnym ogniu, a pod sam koniec dodać skorupiaki i przyprawy. Zgodnie z tradycją gumbo podaje się na ryżu.
Potrawa łączy w sobie zwyczaje kulinarne i składniki typowe dla wielu kultur, między innymi: zachodnioafrykańskiej, francuskiej, hiszpańskiej, niemieckiej czy kultury Czoktawów. Przypuszcza się, że gumbo bazuje na tradycyjnych zachodnioafrykańskich albo tubylczych daniach. Możliwe też, że pochodzi od francuskiej potrawy bouillabaisse. Po raz pierwszy gumbo opisano w roku 1802, a w II połowie XIX wieku przepis na tę potrawę można było znaleźć w wielu książkach kucharskich. Danie zyskało większą popularność w latach 70. XX wieku, kiedy to stołówka Senatu Stanów Zjednoczonych dodała je do menu w celu upamiętnienia Senator Luizjany, Allen Ellender. W latach siedemdziesiątych i osiemdziesiątych sławni szefowie kuchni urodzeni w Luizjanie, jak Justin Wilson czy Paul Prudhomme, również przyczynili się do wzrostu zainteresowania potrawą. Jest to oficjalne danie stanu Luizjana.

## Odmiany
Do przygotowania gumbo można używać dowolnych odmian mięsa czy skorupiaków, jednak nigdy te dwa produkty nie powinny być łączone. Wyjątek stanowi tradycjne gumbo przygotowywane w Nowym Orleanie, które zazwyczaj zawiera zarówno skorupiaki jak i kiełbaski. Składnikami mięsnego gumbo mogą być kurczak, kaczka, wiewiórka czy królik. Łączenie w gumbo mięsa ze skorupiakami jest akceptowane jedynie przez mieszkańców Nowego Orleanu. Gumbo bazujące na owocach morza przeważnie zawiera krewetki, kraba (całego lub tylko jego mięso), czasem także ostrygi. Poza kiełbaskami i szynką praktycznie nigdy nie używa się wieprzowiny czy wołowiny. Większość odmian gumbo doprawia się cebulą, pietruszką, papryką albo selerem.